# World's Children's Honorary Award
World's Children's Honorary Award är ett pris som delas ut på Gripsholms slott av drottning Silvia. Priset går till dem som gör en insats för barn och ungdomar.
Pristagaren 2005 blev Ana Maria Marañon de Bohorques.
I samband med utdelningen delas också The World's Children's Prize for the Rights of the Child och Global Friend's Award ut.